# 上島重二
上島 重二（うえしま しげじ、1931年8月25日 - 2020年7月19日）は、日本の実業家。第8代目三井物産社長。大阪府生まれ。

## 略歴
1954年（昭和29年）京都大学経済学部卒業。同年、三井物産入社。鉄鉱石部長、鉄鋼･非鉄金属総括部長などを経て、1987年（昭和62年）取締役、1995年（平成5年）筆頭副社長に就任し、1996年（平成8年）には江尻宏一郎以来物産の看板である鉄鋼畑から社長に就任した。同時に熊谷直彦は会長、江尻宏一郎は相談役にそれぞれ就いた。2000年（平成12年）からは会長に就き、経団連会長の今井敬の指名により経団連副会長に就任。
鈴木宗男代議士への政治汚職疑惑追及がたけなわの頃の2002年（平成14年）、国後島発電施設不正入札事件や、ODAをめぐるモンゴル政府高官への贈収賄疑惑などが三井物産の会社本体に浮上。刑事事件に発展（鈴木宗男事件も参照）したことにより、顧問に退いた。公益財団法人東芝国際交流財団副理事長、一般社団法人日本工業倶楽部専務理事、公益社団法人日本オーケストラ連盟理事、日本赤十字社監事を歴任。
2020年（令和2年）7月19日、死去。88歳没。